# Pilotrichum asperifolium
Pilotrichum asperifolium là một loài rêu trong họ Pilotrichaceae. Loài này được Mitt. mô tả khoa học đầu tiên năm 1869.